# Strassenstars
strassenstars (bis einschließlich 2016: strassen stars) ist eine von Roberto Cappelluti moderierte Spielshow im hr-fernsehen, die erstmals am 27. Januar 2004 ausgestrahlt wurde. 
In der Show soll ein dreiköpfiges Rateteam aus Moderatoren und Comedians im Studio Menschenkenntnis beweisen und einschätzen, welche der drei zuvor befragten „strassenstars“ Wissensfragen richtig beantworten (wer weiß es?), bestimmte Verhaltensweisen bzw. Gewohnheiten haben (wer ist es?) oder eine Mutprobe angenommen haben (wer tut es?).

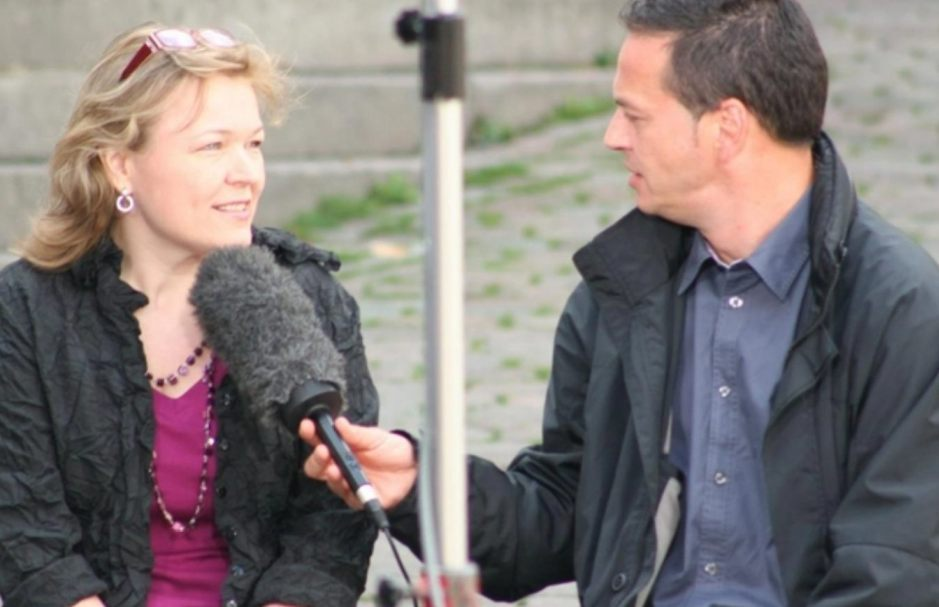
Cappelluti befragt eine Teilnehmerin (2011)

Die Sendung wurde unter dem Titel strassen stars anfangs in Frankfurt am Main und dann über mehrere Jahre in Kassel produziert. Ab 2017 kehrte die Sendung zunächst nach Frankfurt zurück, wird aber seit einem Relaunch 2022 in Bad Homburg aufgezeichnet. Nachdem die Sendung jahrelang als typisches Show-Format vor Publikum aufgezeichnet worden war, zog die Produktion im Zuge der COVID-19-Pandemie und der damit einhergehenden Einschränkungen für Fernsehproduktionen in ein kleineres Studio um. Darin sitzen Moderator und Rateteam gemeinsam an einem runden Tisch, sodass das Spiel nun eher an eine Pokerrunde in einer Kneipe erinnert.

## Vorläufer
strassenstars ist einem US-Fernsehformat entlehnt, das unter dem Titel „Street Smarts“ zwischen 2000 und 2005 lief. Im Gegensatz zu strassenstars stellen im US-Original zwei nichtprominente Personen das Rateteam. Sat.1 adaptierte das Format im Jahr 2002 unter dem Titel Ströhleins Experten. Dabei wurde das US-Konzept mit dem zweiköpfigen nichtprominenten Rateteam beibehalten. Für den Gewinner gab es als Preis Ampelmännchen-Merchandising. Die Sendung wurde nach einigen Folgen jedoch abgesetzt.

## Ablauf der Sendung
Vor der Sendung werden jeweils drei Kandidaten auf hessischen Straßen zu verschiedenen Themengebieten ausgefragt. Die Mitglieder des Rateteams im Studio sollen dann Menschenkenntnis beweisen und in der ersten Runde („wer weiß es?“) einschätzen, welcher der drei befragten „strassenstars“ die jeweils gestellte Wissensfrage richtig beantwortet hat. Die Fragen stammen unter anderem aus den Bereichen Sprache, Geschichte, Naturwissenschaft, Kultur und Sport. Auch Alltägliches wird thematisiert („Warum sind Kanaldeckel rund?“).
In der zweiten Runde („wer ist es?“) werden Charaktereigenschaften, Gewohnheiten und Fähigkeiten („Kannst du eine Bierflasche mit dem Feuerzeug öffnen?“) abgefragt und das Rateteam schätzt ein, auf wen die angesprochene Eigenschaft zutrifft. Richtige Einschätzungen bringen dem Rategast bis hierhin klassischerweise 10 Punkte ein. Im Zuge des Relaunchs der Sendung 2022 wurde die starre Rundenstruktur im ersten Teil der Sendung aufgebrochen, sodass Wissens- und Eigenschaftsfragen von vornherein durcheinandergemischt sind. Zudem wurde die Anzahl von sechs auf fünf Fragen reduziert.
Für die dritte Runde („dein strassenstar“) darf sich jeder Gast einen „strassenstar“ aussuchen, den er gut einzuschätzen glaubt. Zu diesem bekommt er jeweils zwei weitere Fragen (à 20 Punkte) aus gemischten Kategorien gestellt, die er mit ja oder nein beantworten muss. Seit 2021 haben die beiden anderen Mitglieder des Rateteams die Möglichkeit, ein Veto einzulegen und 10 Punkte, die anschließend gutgeschrieben oder abgezogen werden, auf den gegenteiligen Ausgang zu setzen.
Im abschließenden Finale („wer tut es?“) bittet Roberto Cappelluti die „strassenstars“ zu einer Mutprobe für eine symbolische Gegenleistung von 10 Euro. Hier muss das Rateteam seine bisher erspielten Punkte auf den Ausgang dieser Mutprobe setzen. Typische Aktionen beinhalten das Essen unbekannter und/oder mutmaßlich unangenehmer Happen (beispielsweise geröstete Insekten oder Wasabi), das Greifen in eine „schwarze Kiste“ oder das Überschüttetwerden aus einem „grünen Eimer“ mit jeweils unbekanntem Inhalt.
Der „Comedy-Effekt“ der Sendung entsteht im Studio, wenn das Rateteam über das Wissen und Nichtwissen bzw. die Charakterzüge der „strassenstars“ diskutiert: Warum glaubt das Rateteam beispielsweise, dass jemand, der strickt, auch die Bibel liest? Dabei werden von den Gästen mitunter abstruse Thesen formuliert, insbesondere von Jörg Thadeusz und Bodo Bach. Auch die Verunsicherungsversuche des Moderators bei der Befragung der Kandidaten können für überraschende Reaktionen sorgen.
Das Format durchlief im Laufe der Zeit einige kleinere Veränderungen. So gab es in den ersten Jahren noch 1 Punkt (anstelle von 10 Punkten) für jede korrekt beantwortete Frage, außerdem musste das Rateteam seine im Finale gesetzten Punkte auf Kärtchen hochhalten. Außerdem gab es anfangs eine zusätzliche Spielrunde „wer weiss es nicht?“, die nach „wer weiss es?“ und vor „wer ist es?“ gespielt wurde. Dabei musste das Rateteam im Studio einschätzen, welcher Passant die gestellte Frage falsch beantwortet hat. Diese Runde wurde im Jahr 2008 jedoch ersatzlos gestrichen, da sie von Zuschauern als zu irritierend empfunden wurde. Auch die Veto-Möglichkeit in der dritten Runde wurde erst später eingeführt.

## Rateteam
Das aktuelle Rateteam besteht aus den folgenden Prominenten:
| - Bodo Bach - Eva Briegel - Tan Çağlar - Cossu - Jacky Feldmann | - Susanne Fröhlich - Sabine Heinrich - Sascha Korf - Nizar - Hadnet Tesfai | - Jörg Thadeusz - Tutty Tran - Osan Yaran |

Ehemalige Mitglieder des Rateteams:
| - Negah Amiri - Lisa Feller - Annette Frier - Henni Nachtsheim - Ingo Naujoks | - Götz Otto - Susanne Pätzold - Bastian Pastewka - Mirja Regensburg - Anja Reschke | - Carsten van Ryssen - Chris Tall - Bettina Tietjen - Linda Zervakis |

## Variationen

### fussball stars
Anlässlich der in Deutschland stattfindenden Fußball-Weltmeisterschaft 2006 wurde das Konzept variiert: Anstelle der „strassen stars“ wurden in dieser Reihe Prominente, die mit Fußball zu tun haben, als Kandidaten eingesetzt – etwa Jens Lehmann oder Gerhard Delling. Die Sendung lief unter dem Namen fussball stars vom 10. Mai bis 9. Juni 2006 im hr-fernsehen (im Gegensatz zu strassen stars auch sonntags im WDR nach Zimmer frei!).

### RBB-Ausgaben
Zwischen dem 20. September bis zum 22. November 2010 wurden im Rundfunk Berlin-Brandenburg neun in Zusammenarbeit mit dem hr-fernsehen produzierte Folgen „strassen stars“ mit Kandidaten aus Berlin und Brandenburg ausgestrahlt. Die Sendung wurde ebenfalls von Roberto Cappelluti moderiert und in demselben Studio produziert; als wiederkehrende Gäste im Rateteam traten neben Jörg Thadeusz und Susanne Fröhlich, die auch bei den Folgen im hr-fernsehen regelmäßige Gäste sind, auch Miriam Pielhau, Dieter Moor und Hans-Werner Olm auf. Das Konzept der Sendung ist dabei praktisch ohne Veränderungen übernommen worden, allerdings wurde die Anzahl der Spielrunden erhöht und die Sendezeit auf 45 statt 30 Minuten.

### strassenstars XXL
Am 10. Juni 2019 wurde anlässlich der 500. Sendung und ihres 15-jährigen Jubiläums strassenstars XXL ausgestrahlt. In dieser 90-minütigen Folge traten Henni Nachtsheim, Bettina Tietjen, Jörg Thadeusz, Susanne Fröhlich, Bodo Bach und Hadnet Tesfai jeweils auf Seite der Kandidaten und im Rateteam an, um sich gegenseitig einzuschätzen.

## Trivia
Im Jahr 2010 wurde eine Pilotsendung für Das Erste gedreht, jedoch wurde aus dem geplanten Wechsel ins ARD-Vorabendprogramm nichts.
Gelegentlich werden in der Sendung auch „Extrapunkte“ verliehen, wenn bei einer Frage nicht nur die Einschätzung, sondern auch konkrete Details der vorher gegebenen Erläuterung richtig waren. Bettina Tietjen wurde in der Sendung vom 10. September 2017 hingegen ein Punkt abgezogen, weil die Begründung, die sie für ihren Tipp lieferte, exakt dem Gegenteil der Geschichte des „strassenstars“ entsprach.
Erstmals in der Geschichte von strassenstars gab es in der Sendung vom 19. September 2010 keinen Gewinner, da alle drei Prominente in der letzten Runde alle Punkte gesetzt und verloren haben.
In der Sendung vom 6. Februar 2011 erspielte Susanne Fröhlich mit 200 Punkten erstmals die maximal erreichbare Punktzahl. Dies wiederholte Hadnet Tesfai am 20. November 2011 und stellte zudem den Rekord des höchsten Sieges auf, da ihre Mitrater Henni Nachtsheim und Susanne Fröhlich beide 0 Punkte erreichten. Am 8. Februar 2015 erreichte Susanne Fröhlich sogar 201 Punkte, indem sie alle Fragen richtig beantwortete und für das Vorhersagen einer richtigen Antwort einen Extrapunkt bekam.
Am 11. September 2011 erspielte Anja Reschke zwar die meisten Punkte, wurde aber trotzdem nicht die Siegerin des Abends. Sie hatte nach der Auswertung des ersten Tipps in der Finalrunde humorvoll angekündigt, „das Ergebnis der Sendung anzufechten“ und dieses auf jeden Fall nicht anzunehmen, da sie ihrer Meinung nach unfair behandelt wurde. Wie sich später herausstellte, lag sie mit ihrem Tipp aber richtig und hätte die Sendung regulär gewonnen. Moderator Roberto Cappelluti allerdings erklärte Bodo Bach, der nach Anja Reschke die meisten Punkte sammelte, zum Sieger des Abends.
In der Sendung vom 29. September 2013 lag Jörg Thadeusz mit allen Einschätzungen falsch und hatte somit vor der Finalrunde 0 Punkte auf seinem Konto. Um dennoch weiter mitspielen und Punkte für die Entscheidungsrunde setzen zu können, bekam er von Roberto Cappelluti einen Punkt geschenkt. Durch eine richtige Einschätzung konnte er diesen noch verdoppeln und belegte somit mit 2 Punkten den dritten Platz.
In der Sendung vom 8. Dezember 2019 führte Henni Nachtsheim vor der Runde „dein strassenstar“ mit 50 Punkten vor Anja Reschke mit 41 und Susanne Fröhlich mit 40 Punkten. Um sich als Letztplatzierter seinen „strassenstar“ zuerst aussuchen zu dürfen, verschenkte er fünf Punkte an Reschke und sechs Punkte an Fröhlich. Letztlich gewann Nachtsheim die Show.